# Henri-Louis de Chastellux
Henri-Louis de Chastellux (né à Versailles le 28 février 1786 et mort à Paris 8e le 3 mars 1863), est un gentilhomme et homme politique français des XVIIIe et XIXe siècles. Propriétaire, il est fait marquis en 1819. Il est député de Saône-et-Loire de 1830 à 1831, siégeant avec les royalistes.

## Biographie
À l'occasion de son mariage avec Clara de Durfort (1799-1863), fille cadette d'Amédée-Bretagne-Malo de Durfort, Louis XVIII conféra à Henri-Louis de Chastellux le 15 août 1819 le titre héréditaire de marquis de Duras-Chastellux, et le jour-même du mariage (31 août), les honneurs du Louvre et le titre d'attente et personnel de « duc de Rauzan-Duras » par brevet du roi car il devait succéder à la pairie de son beau-père,.
Ainsi, l'ordonnance royale du 21 décembre 1825 déclare Henri-Louis de Chastellux héritier des rang, titre et dignité d'Amédée-Bretagne-Malo de Durfort, avec transmission de titre de duc de Duras, sous le nom de duc de Rauzan.
Le duché-pairie ne put passer dans la maison de Beauvoir-Chastellux, le duc de Duras étant mort en 1838 sans que toutes les formalités aient été accomplies (il manquait alors les lettres patentes obligatoires, l'ordonnance royale d'autorisation de transmission de 1825 étant insuffisante).
Troisième secrétaire d'ambassade à Rome (1814), M. de Chastellux avait été nommé, en avril 1817, secrétaire de la légation française à Berlin. En 1822, il accompagna le duc de Montmorency pendant son ambassade à Vienne.
Propriétaire à Paris et d'opinions royalistes, il fut élu, le 3 juillet 1830, député de Saône-et-Loire, au grand collège, par 184 voix (352 votants): il prêta serment à Louis-Philippe Ier et siégea obscurément à la Chambre jusqu'aux élections de 1831.
Son frère, César Laurent de Chastellux (1780-1854), sans postérité masculine, il lui succéda dans ses titres de 9e comte de Chastellux et 15e vicomte d'Avallon.

## Ascendance & postérité
Henri-Louis de Chastellux était le fils cadet de Henri-Georges-César, 7e comte de Chastellux et d'Angélique Victoire de Durfort-Civrac, fille de Jacques Aimeric Joseph de Durfort, marquis de Civrac (1716-1787), duc de Civrac. Il avait pour frères et sœurs :
1. Une sœur (Versailles, 11 février 1774 - Versailles, 4 avril 1778) ;
2. Emeric (Versailles, 14 janvier 1775 - Versailles, 8 février 1777) ;
3. Anne (Versailles, 26 février 1776 - Versailles, 8 août 1777) ;
4. Agathe (Versailles, 3 janvier 1778 - Meudon, 10 avril 1779) ;
5. Louise Pauline (1781 - 4 mai 1857), mariée, le 21 août 1814, avec Joseph Élisabeth Roger de Damas d'Antigny (1765-1823), comte de Damas, lieutenant général et député de la Côte-d'Or et de la Haute-Marne, dont postérité ;
6. Gabrielle Joséphine (Versailles, 11 février 1783 - Paris Ier, 14 août 1820), mariée, le 24 mai 1817, avec Jean-Baptiste de Percin de Montgaillard (1767-1846), marquis de La Valette, sans postérité ;
7. César Laurent de Chastellux (1780-1854), sans postérité masculine, il lui succéda dans ses titres de 8e comte de Chastellux et 14e vicomte d'Avallon, marié, en 1809, avec Adélaïde Louise Zéphirine de Damas d'Antigny (Paris, 5 octobre 1784 - Château de Commarin (Commarin, Côte-d'Or), 22 décembre 1838), fille de Charles-César de Damas d'Antigny (1758-1829), duc de Damas, et d'Aglaé Andrault de Langeron (1759-1827), veuve de Charles Elzéar François de Vogüé (1781-1807), dont trois filles ;
8. Victoire Georgine (Meudon, 19 octobre 1790 - Harfleur, 24 septembre 1871), mariée, le 21 novembre 1813 à Paris Xe, avec Charles Angélique François Huchet de La Bédoyère (1786-1815), dont postérité.

- Il épousa, le 30 août 1819 Claire Clara Henriette Philippine Benjamine de Durfort  (Londres, 25 septembre 1799 - Paris, 11 novembre 1863), dont :
  - Césarine Claire Marie Marie de Chastellux-Duras (Paris Xe, 11 juin 1820 - Paris VIIIe, 11 février 1866), mariée, le 7 février 1842 à Paris Ier, avec Ernest, marquis de Lubersac (1812-1878), dont postérité ;
  - Amédée Gabriel Henri de Chastellux (Paris VIIe, 20 janvier 1821 - Château de Chastellux, 3 septembre 1857), fondateur du Correspondant[5] et de l'abbaye Sainte-Marie de la Pierre-qui-Vire[5], marié avec sa cousine germaine Marguerite de Chastellux  (1822-1906), dont est issue :
    - la Branche de Chastellux-Duras

  - Charlotte Henriette Nathalie de Chastellux-Duras (Paris VIIe, 11 janvier 1824 - Paris Ier, 22 février 1848), mariée, le 18 mai 1846 à Paris, avec Henry de La Croix de Chevrières (1808-1893), marquis de Pisançon, dont postérité ;
  - Félicie Georgine de Chastellux-Duras (Paris Ier, 28 avril 1830 - 90, rue de Varenne (Paris VIIe), 4 avril 1897), mariée, le 2 mai 1849 à Paris Ier, avec Xavier, comte de Blacas d'Aulps (1819-1876), dont postérité.

## Décorations
| Commandeur de la Légion d'honneur |

 Royaume de France
- Légion d'honneur[1] :
  - Chevalier (24 août 1819), puis,
  - Officier (16 février 1824) ;
  - Commandeur de la Légion d'honneur (31 octobre 1827).

## Armoiries
| Image | Armoiries de la Maison de Beauvoir-Chastellux |
| ----- | --- |
|       | Maison de Beauvoir-Chastellux D'azur, à la bande d'or, acc. de sept billettes du même, trois de chaque côté de la bande et une au canton senestre du chef,. - Cimier : le cimier, depuis le XVe siècle, représente le buste de la Brunehaut, fille, femme et mère de rois, régente de l'Austrasie. Régnant sur la Bourgogne avec son petit-fils le roi Thierry II, elle aurait séjourné à la fin du VIe siècle à Montréal (Yonne), berceau de la famille des seigneurs de Montréal dont les Beauvoir de Chastellux sont issus.     |
|       | Armes des ducs de Rauzan-Duras (« Chastellux de Duras-Chastellux ») Écartelé : aux 1 et 4, d'azur, à la bande d'or, acc. de sept billettes du même, 3 de chaque côté de la bande et la septième au canton senestre du chef de Chastellux ; aux 2 et 3 de Duras (contre-écartelé : a) et d) d'argent, à la bande d'azur (Maison de Durfort), b) et c) de gueules, au lion d'argent (de Lomagne))., - Supports : deux lions ou deux lions tenant chacun une lance portant : À son plaisir. - Devise : Montréal à sire de Chastellux. |